# 細胞外シグナル調節キナーゼ
細胞外シグナル調節キナーゼまたは細胞外シグナル制御キナーゼ（さいぼうがいシグナルちょうせつ/せいぎょキナーゼ、英: extracellular signal-regulated kinase、略称: ERK）は、細胞内のシグナル伝達分子として機能するプロテインキナーゼであり、減数分裂や有糸分裂の他、分化細胞の分裂終了後の機能にも関与している。古典的MAPK（英: classical MAPK）とも呼ばれる。
MAPK/ERK経路では、Rasはc-Rafを活性化し、MEK（MKKまたはMAP2Kと表記されることもある）、その後にERKが活性化される。一般的にRasは成長ホルモンによって、受容体型チロシンキナーゼとGRB2/SOSを介して活性化されるが、他のシグナルによって活性化される場合もある。ERKはELK1など多くの転写因子や、下流のいくつかのプロテインキナーゼを活性化することが知られている。

## MAPK1
MAPK1（mitogen-activated protein kinase 1）はERK2（extracellular signal-regulated kinase 2）という名称でも知られる。85%の配列同一性を有する2つの類似したタンパク質が、当初ERK1、ERK2と命名された。これらは、上皮成長因子受容体などの細胞表面のチロシンキナーゼの活性化後に迅速にリン酸化されるプロテインキナーゼの探索から発見された。ERKのリン酸化は自身のキナーゼ活性の活性化をもたらす。
細胞表面受容体とERKの活性化を結びつける分子イベントは複雑である。GTP結合タンパク質RasはERKの活性化に関与していることが知られている。Rasによって活性化されるプロテインキナーゼRaf-1（c-Raf）は「MAPキナーゼキナーゼ」をリン酸化することが示されており、「MAPキナーゼキナーゼキナーゼ」として知られる。MAPキナーゼキナーゼはMEK（MAPK/ERK kinase）と呼ばれており、ERKを活性化する。このように受容体型チロシンキナーゼ、Ras、Raf、MEK、MAPK（ERK）は細胞外のシグナルとERKの活性化を結びつけるシグナル伝達カスケードを構成する（MAPK/ERK経路を参照）。
MAPK1を欠失したノックアウトマウスは、初期発生に大きな欠陥が生じる。B細胞でのMapk1の条件的欠失から、T細胞依存的な抗体産生におけるMAPK1の役割が示されている。Mapk1に優性機能獲得型変異を有するトランスジェニックマウスからはT細胞の発生におけるMAPK1の役割が示されている。発生中の大脳皮質の神経前駆細胞でのMapk1の条件的不活化は、皮質厚の減少と神経前駆細胞の増殖の減少をもたらす。

## MAPK3
MAPK3（mitogen-activated protein kinase 3）はERK1（extracellular signal-regulated kinase 1）という名称でも知られる。MAPK3を欠失したノックアウトマウスは生存可能であるが、それは大部分の細胞においてMAPK1がMAPK3の機能の一部を果たすことができるためであると考えられている。主な例外はT細胞であり、MAPK3を欠失したマウスはCD4+CD8+段階後のT細胞の発生が低下する。

## 臨床的意義
異常なRas/Rafシグナル、DNA損傷、酸化ストレスによるERK1/2経路の活性化は細胞老化をもたらす。がん治療による軽度のDNA損傷はERK1/2による老化を引き起こすが、より重度のDNA損傷ではERK1/2は活性化されず、アポトーシスによる細胞死が誘導される。